# Amblyopetalum
Amblyopetalum es un género de fanerógamas de la familia Apocynaceae. Contiene dos especies. Es originario de Sudamérica principalmente en Argentina.

## Descripción
Son plantas herbáceas erectas que alcanzan los 30-60 cm de altura, ramificadas. Brotes densamente pubescente en toda su superficie. Hojas suavemente herbáceas, de 2-4 cm de largo, 1.5-3.5 cm de ancho, triangulares, deltadas, basalmente lobuladas, con el ápice agudo y mucronadas, densamente pubescente.
La inflorescencia es terminal con 5-10 flores, simples, pedunculadas, densamente pubescentes, pedicelos densamente pubescentes en toda su superficie; brácteas florales visibles, lineales para triangulares. 

## Taxonomía
El género fue descrito por Gustaf Oskar Andersson Malme y publicado en Arkiv för Botanik utgivet av K. Svenska Vetenskapsakademien 21A(3): 2. 1927.

## Especies
- Amblyopetalum coccineum (Griseb.) Malme
- Amblyopetalum coeruleum Malme